# Шпортько Віктор Михайлович
Ві́ктор Миха́йлович Шпортько́ (*30 жовтня 1944, Дніпропетровськ — 29 січня 2015) — український співак (тенор), народний артист України (1994 рік), лауреат і переможець міжнародних конкурсів, професор Київського національного університету культури і мистецтв, завідувач кафедри естрадного співу, кавалер орденів «За заслуги» третього та другого ступенів. Голосу виконавця, що мав діапазон 2,5 октави, були притаманні глибокий ліризм, тембральна виразність, технічна досконалість.

## Життєпис і творчість
Народився в родині вчителів. Після закінчення середньої школи було навчання в педагогічному училищі у заслуженого артиста України Петра Івановича Кучмія (на той час соліста філармонії), який розгледів талант співака і зміг його розвинути. Багатьма методичними настановами свого вчителя Віктор Михайлович користувався у своїй роботі, співаючи та викладаючи. Пізніше, отримавши звання народного артиста України, закінчив Київський інститут культури, як режисер театралізованих свят та масових видовищ.
Після закінчення училища Віктор Шпортько стає солістом-вокалістом Дніпровської, Волгоградської (Росія), Одеської, Північно-Осетинської (Росія) філармоній. Саме там він пройшов ґрунтовну виконавську школу і відшліфував свою майстерність. Новою сходинкою став для нього популярний вокально-інструментальний ансамбль «Водограй» Дніпровської філармонії. Цей колектив об'єднав у своєму складі видатних музикантів і співаків. Прихід до колективу Віктора Шпортька додав у звучання ансамблю нові свіжі вокальні барви. Саме із «Водограєм» він зробив свої перші пісенні записи на українському радіо. Голос співака зазвучав у багатьох радіо та телепередачах.
Потім було запрошення Київського державного мюзик-холу, який і став для нього потужним поштовхом до сольної концертної діяльності.

У складі мюзик-холу Віктор Шпортько гастролює по найбільших містах колишнього СРСР, саме після вистави мюзик-холу у Москві він отримує пропозицію від керівництва Центрального телебачення взяти участь у конкурсі «С песней по жизни». Саме після перемоги в конкурсі, ім'я Віктора Шпортька стало відомим широкому загалу. Увесь Радянський Союз захоплено зустрічав з концертами свого «Ікара» — з такою піснею Юрія Саульського на вірш Роберта Рождественського співак переміг у конкурсі. Після конкурсу Шпортько отримав багато запрошень концертних організацій, філармоній, продюсерських центрів. Співак почав успішно співпрацювати з найкращими оркестрами СРСР під керівництвом Ю. Силантьєва, О.Михайлова, В.Старостіна, Л.Бадхена та України — Р.Бабича, А.Ануфрієнка, В.Здоренка та інших.
Артист озвучував художні фільми:
- «Дударики» — кіностудія ім. О.Довженка,
- «Кармелюк» — кіностудія ім. О.Довженка,
- «Цветы луговые» — Одеська кіностудія.

Працював над озвученням американських мультфільмів на Біблійну тематику.
У різні часи українське телебачення та студія «Укртелефільм» знімали музичні відеофільми «Співає Віктор Шпортько». У цих фільмах молодий, але вже відомий артист, виконує пісні В.Бистрякова, О.Зуєва, В.Ільїна, І.Карабиця та інших композиторів. Ці кіноматеріали зберігаються у відеофондах українського телебачення.
Дуже важливе місце у творчості Віктора Шпортька займала концертна діяльність. Він презентував своє мистецтво у багатьох країнах світу: США, Канаді, Бельгії, Польщі, Болгарії, Франції, Латвії, Естонії, Литві та багатьох інших. Артист стає частим гостем найбільших музичних подій, що проходили у концертних залах Східної Європи, а його творчими друзями були М. Магомаєв, Й. Кобзон, Я. Табачник, Едіта П'єха, В. Толкунова, Лев Лещенко та багато інших відомих виконавців. Співак включав до своїх концертних програм пісні, які для нього написали О. Пахмутова, Ю.Саульський, Є. Мартинов, О. Мажуков, І. Поклад, І. Карабиць, О. Злотник, Е.Брилін, Г. Татарченко тощо. До кінця життя Віктор Шпортько активно концертував, як в Україні так і за її межами.

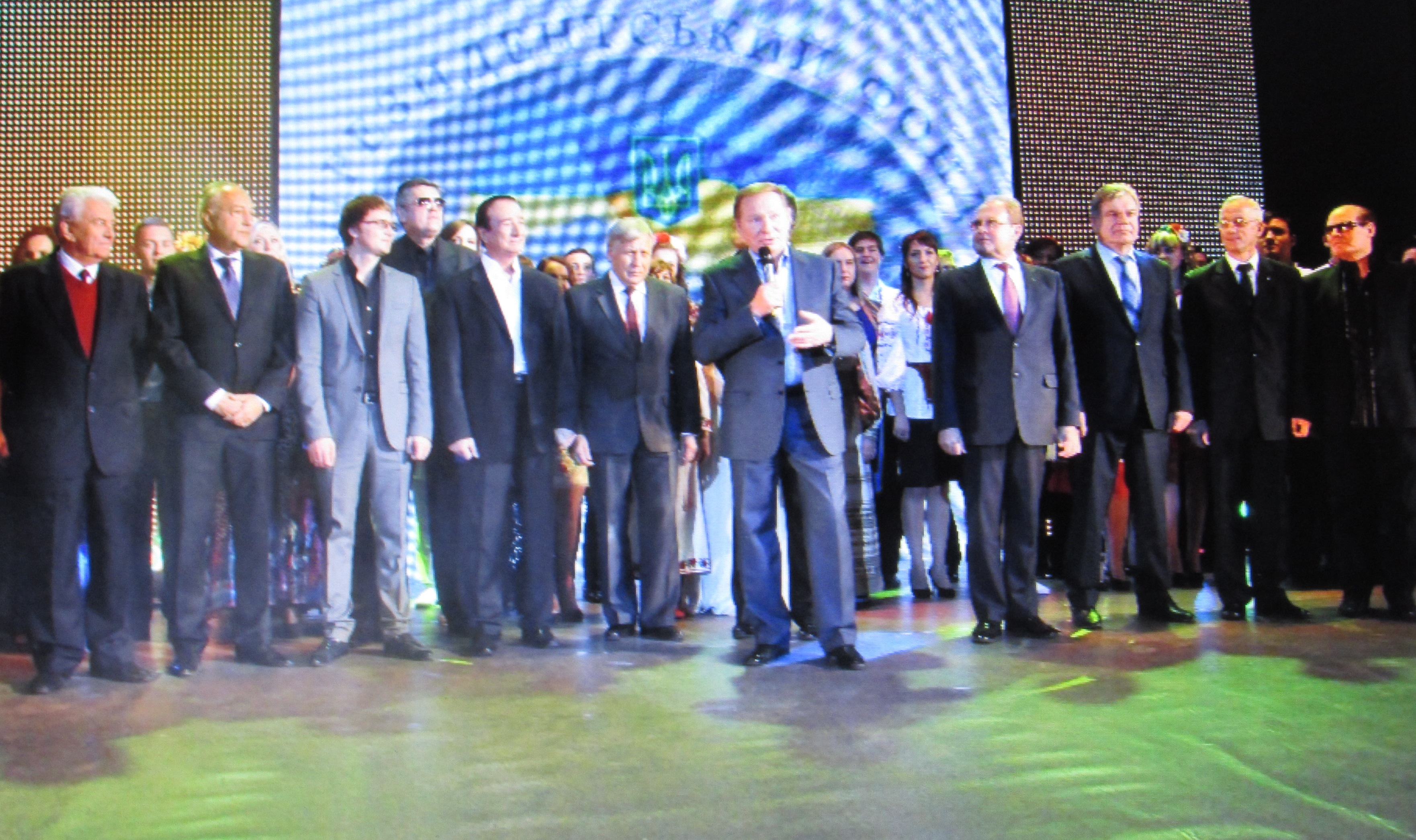
Віктор Шпортько серед членів журі та почесних гостей фестивалю «Доля», Київ, 2014 рік

Віктор Шпортько відомий в Україні педагог. Він очолював кафедру естрадного співу Київського національного університету культури і мистецтв. Великий виконавський досвід давав йому можливість і право удосконалювати і формувати вокальну майстерність та естетичні смаки молодих виконавців. Багато з них вже стали відомими співаками: Катерина Бужинська, Наталя Валевська, Інеш Кдирова.
Свій великий виконавський досвід професор Шпортько втілив у теоретичних розробках: підручнику, статтях, методичних розробках з сольного співу та методики викладання вокалу, котрі використовуються у багатьох музичних навчальних закладах України, як навчальні посібники.
У творчому доробку артиста декілька альбомів. Два з них записані у США. Найвідоміші: «Я Віктор», «Облітає півонія», «Ми Українці», «Стежка до Ісуса». Артист поповнював свій репертуар новими творами як відомих, так і молодих авторів.
До деяких своїх пісень Шпортько сам написав музику («А жити треба», «Цукерочка») і текст («Моя любов», «Моя дорога», «Повернення»).
Співак записав 10 сучасних романсів українських авторів О.Потапенка та В.Тузика, які вже стали відомими, особливо серед шанувальників цього музичного стилю. Слухають ці романси в Україні, Білорусі та Росії.

Могила Віктора Шпортька

Раптово помер 29 січня 2015 року. Похований в Києві на Байковому кладовищі (ділянка № 33), поруч із могилою Євгена Сверстюка.

## Смерть
29 січня 2015 року раптово помер від зупинки серця
Похований в Байковому кладовищі
ділянка № 33), поруч із могилою Євгена Сверстюка.

## Доброчинна діяльність
Шпортько В. М. багато співав благодійно для військових, правоохоронців, ветеранів, хворих і знедолених.
Він був постійним головою та членом журі українських та міжнародних конкурсів молодих виконавців.
Багато років очолював пісенне журі Всеукраїнського фестивалю мистецтв «Майбутнє України — діти!»

## Нагороди і відзнаки
1994 — Почесне звання «Народний артист України»
2006, 2009 — Кавалер ордена «За заслуги» 3-го та 2-го ступенів.
2012 — Лауреат Міжнародної премії «За доброчинність» МДФ «Українська хата»

## Виконавець пісень
- Людям на добро
- Облітає півонія
- Літо пізніх жоржин
- Забуваєм себе, забуваєм
- Я ще не все тобі сказав
- Батькові долоні

## Родина
Дочка Олена, син Олексій, онуки — Данило, Дмитро, Єва та Поліна. Син Олексій теж співак — лауреат кількох міжнародних конкурсів, заслужений артист України. Дружина Наталя-режисер концертних програм.